# Parathesis acuminata
Parathesis acuminata är en viveväxtart som beskrevs av Cyrus Longworth Lundell. Parathesis acuminata ingår i släktet Parathesis och familjen viveväxter. Inga underarter finns listade i Catalogue of Life.